# یوزف گروجن
یوزف گروجن (انگلیسی: Józef Grudzień؛ ۱ آوریل ۱۹۳۹ – ۱۷ ژوئن ۲۰۱۷) بوکسور اهل لهستان بود.